# Schwetzingen
Schwetzingen è una città di 22 345 abitanti (31.12.2005) del nord ovest della Regione-Stato del Baden-Württemberg in Germania.
Si trova a 10 km Sud-Ovest di Heidelberg e a 15 km Sud-Est di Mannheim, nell'area metropolitana del Rhein-Neckar-Dreieck.
La città è sulla Burgenstrasse (in italiano Strada dei castelli), un sentiero turistico da Mannheim a Praga.

## Storia
Schwetzingen è citata la prima volta nel Codice Lorsch (Lorscher Codex) il 21 dicembre del 766 come Suezzingen e nell'803 come Suezzingen Superiore.

## Monumenti e luoghi d'interesse
- Castello di Schwetzingen, residenza estiva di Carlo III dell'Elettorato Palatino e di Carlo Teodoro di Baviera.

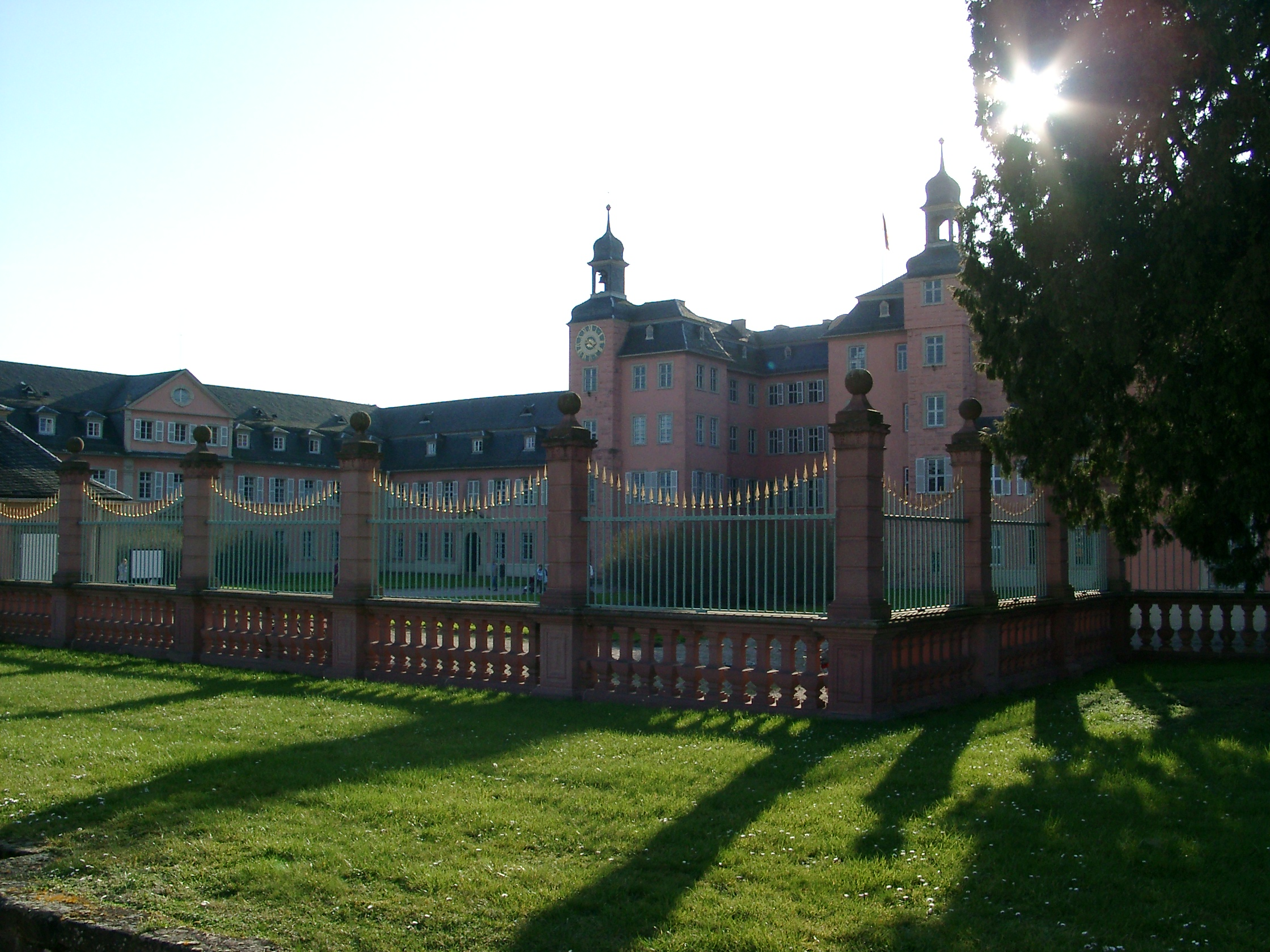
Veduta del Castello di Schwetzingen

## Amministrazione

### Gemellaggi
- Lunéville, dal 1969
- Pápa, dal 1992
- Spoleto, dal 2005